# فرانسیس متیوز
فرانسیس متیوز (انگلیسی: Francis Matthews؛ ۲ سپتامبر ۱۹۲۷ – ۱۴ ژوئن ۲۰۱۴) یک هنرپیشه اهل بریتانیا بود.
از فیلم‌ها یا برنامه‌های تلویزیونی که وی در آن نقش داشته است می‌توان به دراکولا: شاهزاده تاریکی اشاره کرد.